# Пьер де ла Круа
Пьер де ла Круа́ (фр. Pierre de la Croix, лат. Petrus de Cruce) — французский композитор и теоретик музыки конца XIII и начала XIV веков, младший современник Франко Кёльнского. В рамках эстетики Ars antiqua создал собственный стиль мотетной техники, получивший название «петровского».

## Биография
Точных биографических данных о Пьере почти нет. Полагают, что он родился в знатной семье в Амьене. Около 1260 г. переехал в Париж, где учился в Сорбонне как член пикардийского землячества, получил по окончании университета титул магистра. Поскольку двумя его мотетами почётно открывается седьмая тетрадь знаменитого рукописного кодекса Монпелье, предполагают, что ещё до 1290 г. он достиг известности как композитор. В 1298 по заказу короля Филиппа сочинял музыку для оффиция (hystoria) в честь недавно усопшего Людовика Святого (Ludovicus decus regnancium). В 1301-02 гг. работал во дворце амьенского епископа. В 1320-х гг. Роберт де Хандло и Якоб Льежский упоминают Пьера в числе композиторов-консерваторов, придерживавшихся «старого стиля» (ars vetus). Последний факт датирован 1347 г., в котором церковная бухгалтерия упоминает сборник многоголосной музыки, завещанный Пьером Амьенскому кафедральному собору.

## Творчество
Несмотря на то, что сохранилось лишь несколько мотетов Пьера де Ла Круа (все — на 3 голоса и на 3 текста), они выделяются из группы прочих мотетов Ars antiqua настолько, что музыковеды говорят об особом «петровском» стиле (нем. Petrus de Cruce-Stil). Стилевые новшества Пьера касаются, прежде всего, музыкальной ритмики.
Развивая ритмическое учение Франко Кёльнского, Пьер допускал дальнейшее (за пределами стандартного Франконова деления на 2 и 3 семибревиса) разбиение бревиса на 4, 5, 6 и 7 составных частей. В современной транскрипции ритмические изыски Пьера де ла Круа приходится нотировать триолями, квинтолями, септолями и т. п. (см. Особые виды ритмического деления):

Пьер де ла Круа. Мотет «Je cuidoie bien metre» (фрагмент, транскрипция В.Апеля) с использованием триолей, квинтолей и (в тт.8-9) гокета

Такое мелкое дробление бревиса (как отмечали уже древние ценители искусства Пьера) вследствие чисто исполнительских проблем вело к общему замедлению темпа. Исполнение мотетов Пьера де ла Круа и по сей день — большая редкость, поскольку петровское parlando (к тому же со вставками гокета) требует от вокалистов безупречной декламации и тонкого чувства ритма.
Для упрощения визуальной идентификации столь сложной группировки Пьер ввёл новый нотный знак — punctum divisionis (лат. «точка отделения»). Точка, которую композитор ставил справа от последнего семибревиса данной ритмической группы (иногда также слева от первого семибревиса той же группы), по внешнему виду напоминает известную (по нынешней школьной нотации) точку ритмического удлинения. Это новшество было вскоре подхвачено в теории (мензурального) ритма в эпоху Ars nova, в Италии.
Пьер написал «Трактат о тонах» («Tractatus de tonis», ок.1290), посвящённый cantus planus. Ему также приписывали «Краткую компиляцию о технике мотета» («Ars motettorum compilata breviter») Петра Пикардийского и анонимный трактат «Техника мензуральной музыки по Франко» («Ars musicae mensurabilis secundum Franconem»); ни в одном из этих теоретических трудов нет и намёка на изыски музыкальной ритмики, которыми прославился Пьер-практик.

## Рецепция
Пьер де ла Круа, по всей вероятности, был хорошо известен во Франции и соседних землях. Якоб Льежский (возможно, ученик Пьера де ла Круа) характеризовал его как «достойного музыканта-практика, написавшего много красивой и добротной многоголосной музыки, следуя учению Франко». Для Гвидо из Сен-Дени («Tractatus de tonis», нач. XIV в.) он был «мастером, изысканным музыкантом-практиком, следовавшим традициям амьенской церкви».

## Теоретические сочинения
- Petrus de Cruce Ambianensis. Tractatus de tonis, ed. D.Harbinson // Corpus scriptorum de musica 29. — [Rome], 1976.
- Petrus Picardus. Ars motettorum compilata breviter, ed. F.A.Gallo // Corpus scriptorum de musica 15. — [Rome], 1971. — p.16−24.
- Ars musicae mensurabilis secundum Franconem, ed. F.A.Gallo // Corpus scriptorum de musica 15. — [Rome], 1971. — 31−57. (Инципит: Mensurabilis musica est cantus…)

## Мотеты
Примечание. Нумерация мотетов в скобках — по кодексу Монпелье (издание Г.Тишлера). Старофранцузская орфография нестабильна (инципиты от рукописи к рукописи могут варьироваться)
- S’amours eust point de poer / Au renouveler du joli tans / Ecce (№ 253)
- Aucun ont trouvé chant / Lonc tans me sui tenu / Annuntiantes (№ 254)

### Dubia
- Aucuns vont souvent / Amor qui cor/Kyrie eleison (№ 264)
- Amours qui se me maistrie / Solem iustitie / Solem (№ 289)
- Pour chou que j’aim / Li jolis tans / Kirieleison (№ 298)
- Lonc tans ai atendu / Tant ai souffert / Surrexit (№ 299)
- Aucun qui ne sevent / Iure tuis / Maria (№ 317)
- Je cuidoie bien metre / Se j’ai folement / Solem (№ 332)

## Комментарии
1. ↑  Термин Г.Бесселера, подхваченный в англоязычном музыкознании как «Petronian style».
2. ↑  Впрочем, как показывает исследование мотетов Пьера де ла Круа в кодексе Монпелье, точка отделения ставится далеко не последовательно: в отдельных ритмически сложных группах (например, септолях) нет ни предваряющей, ни заключительной точки.
3. ↑  Нововведения Пьера в области музыкальной ритмики как таковые были отмечены музыкантами XIV в. — Робертом де Хандло и Якобом Льежским.